# Dorfkirche Alt Mahlisch

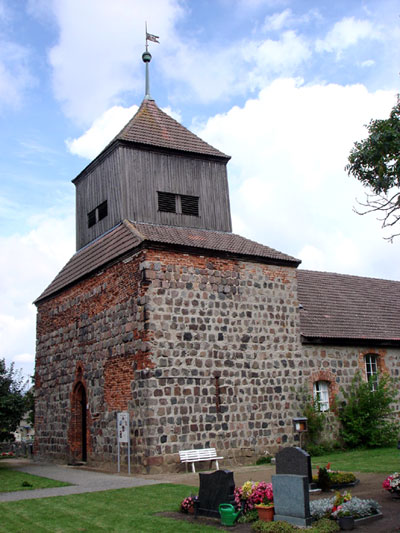
Dorfkirche Alt Mahlisch

Die denkmalgeschützte evangelische Dorfkirche Alt Mahlisch steht in Alt Mahlisch, einem Ortsteil der Gemeinde Fichtenhöhe im Landkreis Märkisch-Oderland des Landes Brandenburg. Die Kirchengemeinde gehört zum Kirchenkreis Oderland-Spree der Evangelischen Kirche Berlin-Brandenburg-schlesische Oberlausitz.

## Beschreibung
Die Saalkirche entstand Mitte des 14. Jahrhunderts vorwiegend aus Feldsteinen. Sie besteht aus einem kurzen Langhaus, einem eingezogenen Chor im Osten und einem Kirchturm in Breite des Langhauses im Westen. Bei den Umbauten 1723 wurde dem Pyramidendach des Kirchturms einen verbretterten Aufsatz eingefügt, der die Turmuhr beherbergt. 
Im Chor der Kirche befindet sich seit 1995 eine von Carlernst Kürten geschaffene überlebensgroße Jesus-Christus-Statue.